# Besi
BE Semiconductor Industries N.V., скорочено Besi — нідерландська транснаціональна компанія, яка розробляє і виробляє напівпровідникове обладнання. Besi пропонує корпусування мікросхем, пакування та рішення для покриття.

## Історія
Компанія була заснована в травні 1995 року Річардом Блікманом, який очолює її і сьогодні. Станом на кінець 2022 року в Besi працювало 1 675 постійних і 144 тимчасових співробітників. Компанія передає виробництво своїм дочірнім підприємствам у Китаї та Малайзії.
Besi є публічною акціонерною компанією, її акції котируються на біржі Euronext Amsterdam з тикером BESI. У 2024 році Besi оцінювалася приблизно в 8,2 млрд євро.

## Продукція
Besi пропонує корпусування мікросхем, рішення для упакування та нанесення покриттів, причому сегмент корпусування приніс 82 % доходу у 2021 р. Сегмент включає в себе Flip chip, гібридне з'єднання, а також термокомпресійне з'єднання та інші продукти. Загалом Besi у 2022 році займала 42 % ринку в сегменті, що робить їх лідером ринку. Також, гальванізаційна продукція компанії використовується в основному для фотоелементів і з'єднувачів, а також інших електричних пристроїв.